# 丹尼羅·潘迪奇
丹尼羅·潘迪奇（1996年10月26日—）是一位塞爾維亞足球運動員。在場上司職中場，目前效力塞尔维亚足球超级联赛俱樂部游擊隊。曾效力於荷蘭足球甲級聯賽球隊精英队。